# Cidade de Deus
Cidade de Deus è un quartiere (bairro) della Zona Ovest della città di Rio de Janeiro in Brasile.

## Storia
Sorto, inizialmente, negli anni sessanta con l'intenzione di separare la zona ricca di Jacarepaguá da quella povera, Cidade de Deus fu istituito ufficialmente il 23 luglio 1981 come unico bairro della omonima Regione Amministrativa XXXIV del municipio di Rio de Janeiro.
Il quartiere negli anni '70 e '80 era tra i posti più pericolosi e malfamati del Brasile, poiché, in seguito allo stupro della ragazza di Manoel Machado Rocha, alias Mané Galinha, da parte della banda di José Eduardo Barreto Conceição, alias Zé Pequeno, vi si svolse un violento conflitto tra le bande da loro capeggiate, che insanguinò le strade del quartiere, come descritto dal film City of God; gli scontri terminarono dopo la morte dei due criminali, uccisi rispettivamente il primo da Zé Pequeno l'8 settembre 1979 e il secondo da una banda emergente il 25 dicembre 1985.
Col tempo, la povertà e la violenza sono aumentate a dismisura, anche se le Associazioni di Volontariato presenti in loco aiutano la popolazione a vivere una vita più tranquilla. Anche a questo proposito, nel 2002 è stato girato il film del 2002 Cidade de Deus, diretto da Fernando Meirelles.
Il Presidente USA Barack Obama ha visitato questo quartiere, durante il suo primo viaggio in Brasile, nel marzo 2011.